# گورماین
گورماین (به لاتین: Gormain) یک منطقهٔ مسکونی در جمهوری خلق چین است که در منطقه خودمختار تبت واقع شده‌است. گورماین
- نفر جمعیت دارد.